# Camp cigarette
Les camps cigarette étaient des camps de transit pour les soldats américains, à leur arrivée en France ou en attendant d'être reconduits aux États-Unis. Ils furent installés en Seine-Maritime, à proximité du port du Havre, principal port de transit, désigné sous le nom de code 16th Port (16e port). 
Les "camps cigarette" tiennent leurs appellations des marques commerciales de cigarettes américaines distribuées à cette époque. Ce choix fut dicté par une recherche de sécurité en temps de guerre: leur nom permettait ainsi de ne fournir aucune indication permettant à l'ennemi de localiser ces camps, alors que des dizaines de milliers de soldats devaient y séjourner pour un temps plus ou moins long. 

## Historique
En décembre 1944 s'ouvre le premier camp cigarette, Twenty Grand, entre Saint-Pierre-de-Varengeville et Duclair. Old Gold suivit, entre Fauville-en-Caux et Ourville-en-Caux, et Lucky Strike, le plus vaste (soixante mille hommes), non loin du château de Janville à Paluel, près de Saint-Valery-en-Caux. 
Vinrent ensuite : 
- Philip Morris à Gonfreville-l'Orcher, à la sortie du Havre Notice no ACR0000897,
- Herbert Tareyton, dans la forêt de Montgeon au Havre, où se produisit Glenn Miller
- Wings à Bléville, banlieue du Havre,
- Pall Mall à Étretat et enfin
- Home Run au fort de Sainte-Adresse à Sanvic, banlieue du Havre.

Ces camps faits de tentes et ensuite de bâtiments préfabriqués disposaient de toute l'infrastructure nécessaire: distribution d'électricité et eau, réseau d’égouts, hôpitaux, supermarchés PX, mess de restauration, etc. Ils étaient, de par leur taille, de véritables villes américaines. Ils étaient gérés par la 89e division d'infanterie américaine.
Après la fin de la guerre et le retour vers leur patrie des derniers soldats américains, les camps Philip Morris et Herbert Tareyton servirent à héberger quantité de familles françaises qui avaient perdu leur logement.